# František Václav Karlík
František Václav Karlík (23. května 1811, Hutě u Stráže nad Nežárkou, dnes Příbraz – 7. září 1889, Rokycany) byl český kantor a hudební skladatel.

## Život
Základní školní vzdělání získal ve Stráži nad Nežárkou a v Jindřichově Hradci. Pokračoval ve studiu v Praze na učitelském ústavu a na technice. Vedle toho absolvoval tamtéž varhanickou školu. Učil na školách v Horažďovicích a v Plané nad Lužnicí. V roce 1845 se stal učitelem na Hlavní škole v Rokycanech, kde setrval až do své smrti v roce 1889.
V Rokycanech založil a řídil pěvecký spolek Záboj, byl varhaníkem a vedl chrámový sbor.
V roce 1843 se oženil s Kateřinou Corvínovou (1820 - 1857), dcerou Petra Corvína, purkmistra v Horažďovicích a matky Rosiny Koutkové. Z jejich 7 dětí (1844 Václav, 1846 Karel, 1847 Hugo, 1850 Hanuš, 1851 Františka, 1853 Růžena, 1855 František) se nejvíce proslavil Hanuš Karlík - vůdčí osobnost českého cukrovarnictví poslední čtvrtiny 19. a první čtvrtiny 20. století.

## Dílo
- Zkomponoval 29 chrámových skladeb, jejichž rukopisy jsou uloženy v rokycanském muzeu.
- Sestavil a vydal Zpěvník pro kostel a školu (Plzeň, 1860), který se v 19. století stal na školách velmi oblíbeným.
- Tiskem rovněž vyšly jeho Dvě čtyřhlasé dvojité fugy.

Velmi populární byly jeho mužské sbory:
- Heslo Čechů
- Země česká
- Hymna zpěváckých spolků